# Have I the Right?
Have I the Right? är en poplåt komponerad av Ken Howard och Alan Blaikley. Låten blev debutsingel för popgruppen The Honeycombs och utgavs i juni 1964. Inspelningen producerades av den egensinnige Joe Meek som gav trummorna en prominent plats i ljudbilden. Låten blev en internationell hit, och singeletta på Englandslistan. Den blev även mycket populär i Sverige, och låg etta på såväl röstlistan Tio i topp som försäljningslistan Kvällstoppen.
Gruppen spelade även in låten på tyska och den fick då titeln "Hab ich das Recht".

## Listplaceringar
| Lista (1964)   | Position         |
| -------------- | ---------------- |
| Finland        | 20               |
| Frankrike      | 32               |
| Irland         | 3                |
| Kanada         | 1                |
| Nederländerna  | 3                |
| Norge          | 7                |
| Storbritannien | 1                |
| Sverige        | 1 (Kvällstoppen) |
| Sverige        | 1 (Tio i topp)   |
| USA            | 5                |
| Västtyskland   | 21               |